# 핀테르 아담
핀테르 아담(헝가리어: Pintér Ádám, 1988년 6월 12일 ~ )은 미드필더로 활약한 헝가리의 은퇴한 축구 선수이다.

## 국가대표 경력
핀테르는 UEFA 유로 2016에서 헝가리 축구 국가대표팀으로 최종 발탁되었다.
| 국가대표 팀 | 시즌 | 출장 | 골 |
| ----------- | ---- | ---- | -- |
| 헝가리      | 2010 | 2    | 0  |
| 헝가리      | 2011 | 5    | 0  |
| 헝가리      | 2012 | 6    | 0  |
| 헝가리      | 2013 | 4    | 0  |
| 헝가리      | 2014 | 0    | 0  |
| 헝가리      | 2015 | 2    | 0  |
| 헝가리      | 2016 | 6    | 0  |
| 헝가리      | 2017 | 2    | 0  |
| 합계        | 합계 | 27   | 0  |